# Igor Ter-Ovaneszjan
Igor Aramovics Ter-Ovaneszjan (ciril betűkkel: Игорь Арамович Тер- Ованесян (Kijev, Szovjetunió, 1938. május 19. –) szovjet távolugró atléta, később edző, aki 1962-ben megdöntötte és 1967-ben beállította a távolugrás világcsúcsát. Az 1956-os melbourne-i olimpiai játékoktól kezdődően,  összesen öt olimpián vett részt, melyből kettőn (Róma, 1960, Tokió, 1964) bronzérmet is szerzett. Ő volt az első európai távolugró, aki 8 méter felett ugrott.

## Sportpályafutása

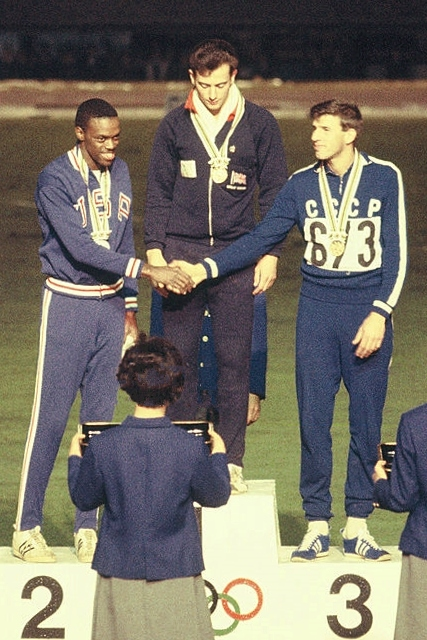
Ralph Boston, Lynn Davies, és Ter-Ovaneszjan az 1964-es olimpián

Ter-Ovaneszjan 15 évesen kezdett el atletizálni, és 17 évesen már bekerült a Szovjetunió nemzeti csapatába. 18 évesen vett részt élete első olimpiáján Melbourne-ben, ahol 7 méter 15 cm-es ugrásával 13. lett. Az 1960-as római olimpián 8,04 m ugrásával viszont már bronzérmet szerzett. 1962. június 10-én Jerevánban megdöntötte Ralph Boston 1961-ben felállított világcsúcsát (828 cm), 831 centiméteres ugrásával. 
A Bostonnal való versengés az 1964-es tokiói olimpián folytatódott, ahol Ter-Ovaneszjan 778 cm-rel ismét bronzérmes lett, az amerikai Boston és a brit Lynn Davies mögött. 1964-ben Boston egyszer beállította, majd később kétszer is megjavította Ter-Ovaneszjan csúcsát 835 cm-re, amit immár a szovjet atléta állított be, 1967. október 19-én, Mexikóvárosban. 
Az 1968-as mexikói olimpián, Bob Beamon, Klaus Beer és Ralph Boston is legyőzte, így 812-es teljesítményével a negyedik lett. Még az 1972-es müncheni olimpián is részt vett, de a döntőbe már nem sikerült bejutnia. 
Ter-Ovaneszjan négy évben (1962, 1966, 1967 és 1969) volt tulajdonosa, a világ legjobb szezonális eredményének távolugrásban és nyolcszor is megdöntötte az Európa-csúcsot. 
Versenyzői pályafutása után edzőként folytatta kapcsolatát az atlétikával. Nyugdíjazásáig a Moszkvai Állami Testnevelési Egyetem atlétika szakának professzora volt. Megjelent több szakmai könyve és monográfiája. 1991-től pedig az Nemzetközi Atlétikai Szövetség (IAAF) központi testületének tagja. 2013-ban elnyerte a Nemzetközi Fair Play Bizottság díját.